# Kepuh Anyar
Kepuh Anyar is een bestuurslaag in het regentschap Mojokerto van de provincie Oost-Java, Indonesië. Kepuh Anyar telt 4705 inwoners (volkstelling 2010).